# Ellen Greene
Ellen Greene (ur. 22 lutego 1951) – amerykańska aktorka i piosenkarka (kabaretowa, musicalowa). Występowała w wielu filmach – znana jako odtwórczyni głównej roli żeńskiej w Little Shop of Horrors.

## Życie prywatne
Greene urodziła się na Brooklynie w Nowym Jorku w rodzinie żydowskiej. Jej matka była pedagogiem szkolnym, a ojciec był dentystą.  Uczęszczała do szkoły średniej w Westbury, Nowy Jork. Jako nastolatka występowała w produkcjach amatorskich, w tym w roli Tzeitel w produkcji Fiddler on the Roof z 1966 roku. Była związana z lalkarzem Martinem P. Robinsonem. Jej pierwszym mężem był Tibor Hardik. Drugiego męża, Christiana Klikovitsa poślubiła 25 września 2003 r. - para również się rozwiodła.

## Kariera
Greene rozpoczęła karierę jako piosenkarka w klubach nocnych. Jej pierwsza główna rola na Broadwayu  Rachael Lily Rosenbloom nie doszła do skutku - spektakl zamknięto przed otwarciem w 1973. Zagrała główną rolę Chrissy w In the Boom Boom Room Josepha Pappa na Off-Broadway w Public Theatre od listopada do grudnia 1974 r. Recenzje zwróciły jej uwagę Paula Mazurskiego, który obsadził ją w roli Sarah w filmie Next Stop, Greenwich Village (1976). Kontynuując pracę z Pappem następnie zagrała rolę Jenny w The Three Penny Opera (1976) w Vivian Beaumont Theatre w Lincoln Center za którą była nominowana do nagrody Tony z 1977 roku.
Greene nawiązała relacje z teatrem WPA, gdzie poznała Howarda Ashmana i Alana Menkena. Ich współpraca doprowadziła między innymi do jej najbardziej znanej roli -  Audrey w Little Shop of Horrors (1982) którą powtórzyła w filmie z 1986 u boku Ricka Moranisa. Intensywnie pracowała w teatrze (Suzanne / The Little Rose in The Little Prince and the Aviator (1981)).
Pracowała m.in. w filmach „Tańczę tak szybko, jak potrafię” (1982), Léon zawodowiec, Talk Radio (1987), i Pump Up the Volume (1990). Greene wydała w 2004 roku album In His Eyes, na którym towarzyszył jej mąż i dyrektor muzyczny Christian Klikovits. W 2011 wystąpiła w musicalu Betwixt! w Trafalgar Studios w londyńskiej dzielnicy West End. W 2015 roku powtórzyła swoją rolę jako Audrey w Little Shop of Horrors na koncercie w New York City Center w ramach Encores!

## Filmografia
| Rok  | Tytuł                                  | Rola              |
| ---- | -------------------------------------- | ----------------- |
| 1976 | Następny przystanek, Greenwich Village | Sarah Roth        |
| 1982 | Tańczę tak szybko, jak potrafię        | Karen Mulligan    |
| 1986 | Krwiożercza roślina                    | Audrey            |
| 1988 | Ja i On                                | Annette Uttanzi   |
| 1988 | Talk Radio                             | Ellen             |
| 1990 | Podgłosnić                             | Jan Emerson       |
| 1991 | Rock-a-Doodle                          | Goldie (głos)     |
| 1991 | Wychodząc                              | Maxine            |
| 1992 | Ojcowie i Synowie                      | Judy              |
| 1994 | Naga broń 33⅓: Ostateczna zniewaga     | Louise            |
| 1994 | Wagony Wschodnie                       | Piękność          |
| 1994 | Léon: Profesjonalista                  | Matka Matyldy     |
| 1995 | Killer: A Journal of Murder            | Elizabeth Wyatt   |
| 1996 | An Occasional Hell                     | Della             |
| 1996 | Pewnego pięknego dnia                  | Elaine Lieberman  |
| 1997 | Stany kontroli                         | kolęda            |
| 1998 | Sterany                                | Louise Smith      |
| 2001 | Alex in Wonder                         | Clarice           |
| 2003 | The Cooler                             | Doris             |
| 2003 | Obiekt miłości                         | Inspektor pisania |
| 2010 | Uprzywilejowany                        | Pani. Rothman     |
| 2016 | Błotnisty Corman                       | Dawn Denford      |
| 2017 | Miłość w ostateczności                 | Pani Leigh        |
| 2019 | The Untold Story                       | Lidia             |

## Teatr

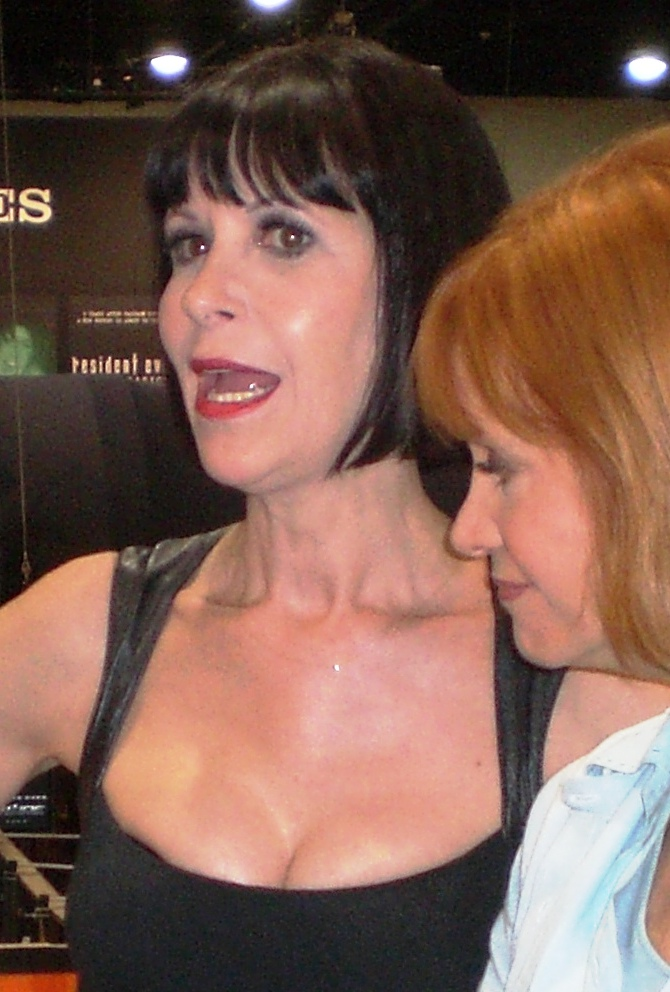
Greene (z lewej) ze Swoosie Kurtz

- Rachael Lily Rosenbloom (And Don't You Ever Forget It) (1973) (tylko pokazy przedpremierowe)[19]
- In the Boom Boom Room (1974) (Off-Broadway)
- The Threepenny Opera (1976) (Broadway)
- Funny Face (1978) ( Studio Arena Theatre )
- Teeth 'n' Smiles (1979) (Off-Broadway)[20]
- Wake Up, It's Time to Go to Bed (1979) (Off-Broadway)
- Playing Playing Our Song (1979) (trasa koncertowa w USA)[21]
- The Little Prince and the Aviator (1982) (nigdy oficjalnie nie otwarty)
- A Little Shop of Horrors (1982) (prezentacja Off-Off Broadway, Off-Broadway i Londyn)
- Począwszy od poniedziałku (1990) (Off-Broadway)
- Weird Romance (1992) (Off-Broadway)
- Three Men on a Horse (1993) (Broadway)
- Oliver! (1997) (North Shore Music Theatre)
- The First Picture Show (1999) (San Francisco)[22]
- A Broadway Diva Christmas (2005)[23]
- Faceci i lalki (2009) (koncert Hollywood Bowl)[24]
- Między! (2011) (Londyn)[17][25]
- Little Shop of Horrors (2015) ( Encores!)

Źródła: Internetowa baza danych off-Broadway; Playbill Vault

## Nagrody i nominacje
| Rok  | Nagroda                | Kategoria                    | Nominowana praca         | Wynik     |
| ---- | ---------------------- | ---------------------------- | ------------------------ | --------- |
| 1977 | Nagroda Tony           | Najlepsza aktorka w musicalu | Opera za trzy grosze     | nominacja |
| 1983 | Drama Desk Award       | Wybitna aktorka w musicalu   | A Little Shop of Horrors | nominacja |
| 1983 | Laurence Olivier Award | Najlepsza aktorka w musicalu | A Little Shop of Horrors | nominacja |